# Paul-Laurent Assoun
Paul-Laurent Assoun, né en 1948, est un philosophe et psychanalyste français.

## Biographie
Ancien élève de l'École normale supérieure de Saint-Cloud (promotion 1970), il est  docteur d'État en science politique en 1987.
Il est d'abord professeur à Nimègue, où il enseigne la philosophie sociale et politique de 1987 à 1993. Il est ensuite  professeur à l'université Paris-VII où il dirige l'UFR de Sciences humaines cliniques de 1997 à la fin de 2007.
Il est membre de l'unité mixte de recherche du Centre national de la recherche scientifique (CNRS) psychanalyse et pratiques sociales.
Paul-Laurent Assoun est également directeur des collections Philosophie d'aujourd'hui aux Presses universitaires de France (PUF), Psychanalyse et pratiques sociales chez Anthropos/Economica ainsi que membre du comité de rédaction de la revue de psychanalyse penser/rêver (éditions de l'Olivier).
Il est psychanalyste praticien, adhérent de l'association Espace Analytique.

## Son approche de l'inconscient freudien
Après avoir récapitulé les quatre définitions freudiennes,

1. Une représentation telle que ne la remarquons pas, mais dont nous sommes prêts à admettre l’existence  sur le fondement d’indices et de preuves d’autre sorte ; ensemble de « pensées  latentes ».

2. Ensemble des pensées latentes qui malgré leur intensité et leur efficacité  se tiennent — par suite d’un mécanisme de défense —  loin de la conscience 

3. Système d’activité psychique qui se manifeste à nous par la caractéristique que les processus qui le composent sont inconscients. 

4. La représentions de chose seule
il montre la triple acception du terme inconscient :
- Descriptive
- Explicative
- Topique dont les propriétés particulières sont :

– L'absence de contradiction et de négation ;

– Un processus (primaire) caractérisé par la mobilité des investissements ;
 
– L'atemporalité ;

– Le remplacement de la réalité extérieure par la réalité psychique

## Publications

### Livres
- Freud et Nietzsche, PUF, Philosophie d'aujourd'hui, 1980. - Prix Bordin 1981 de l’Académie française.

- Introduction à l'épistémologie freudienne, Paris, Payot, 1981.
- L'Entendement freudien : logos et anankè, Paris, Gallimard, 1984.
- Le Pervers et la femme, Paris, Anthropos, 1989.
- Leçons psychanalytiques sur frères et sœurs.
  - Tome 1, Le lien inconscient
  - Tome 2, Un lien et son écriture
- L'École de Francfort, Paris, PUF, 1987, 1990.
- Le freudisme, PUF, coll. « Que sais-je ? », novembre 1990.
- Le couple inconscient : amour freudien et passion postcourtoise, Paris, Anthropos, 1992.
- Introduction à la métapsychologie freudienne, PUF, coll. Quadrige, février 1993.
- Le fétichisme, PUF, coll « Que sais-je ? », juin 1994.
- Le regard et la voix, Paris, Anthropos, 1995.
- Freud et la femme, Paris, Calmann-Lévy, 1983, 1993, puis Payot, Rivages 1994.
- Freud, la philosophie et les philosophes, PUF [1976], Quadrige, janvier 1995.
- Freud et Wittgenstein, PUF, coll. quadrige, février 1996
- Littérature et psychanalyse : Freud et la création littéraire, Paris, Ellipses, 1996.
- Psychanalyse, PUF, coll. Premier cycle, Octobre 1997.
- Corps et symptôme, Paris, Anthropos, 1997.
- Marx et la répétition historique, PUF 1976, coll. « Quadrige », février 1999.
- La métapsychologie, PUF, coll. « Que sais-je ? », 2000.
- Leçons psychanalytiques sur le masochisme, Paris, Anthropos, coll. « Poche psychanalyse », 2003
- Lacan , PUF, coll « Que sais-je ? », 2003, 2015, 2017, 2019.
- Le démon de midi, Éditions de l'Olivier, avril 2008.
- Dictionnaire des œuvres psychanalytiques, PUF, coll "Grands dictionnaires", septembre 2009.
- L'énigme de la manie. La passion du facteur Cheval, Les éditions Arkhê, 2010.
- L'excitation et ses destins inconscients, Paris, Presses universitaires de France, 2013[5].
- Tuer le mort. Le désir révolutionnaire, Presses universitaires de France - PUF, 2015
- L'énigme conjugale : Psychanalyse du mariage, Presses universitaires de France - PUF, 2018

### Ouvrages communs
- avec Jacques Gagey, Psychanalyse et connaissance, Paris, Nouvelles éditions de l'Université.
- avec Gérard Raulet, Marxisme et théorie critique, Paris, Payot, 1978
- De taken van de politieke wijsbegeerte en het onbewuste van de geschiedenis, disc. inaug., Nimègue, Université Radboud de Nimègue, in de Van Opzoomer à maintenant. Orations philosophiques aux Pays-Bas depuis 1846, 1983
- Hedendaagse Franse Filosofen, réd. par Assoun et al., Assen, Van Gorcum, 1987
- avec Markos Zafiropoulos,
  - Psychanalyse et pratiques sociales, Paris, Anthropos, 1994.
  - La haine, la jouissance et la loi, Paris, Anthropos, 1995.
- avec Alain de Mijolla, Nicole Fabre, Philippe Lacroix, Jean-François Noël, Gérard Bonnet, Le rêve, son interprétation, Paris, In Press, coll. « Psy pour tous », 2018.
- avec Benjamin Abdessadok, Gérard Bonnet, Catherine Wieder, Vera Zyberaj, Deuil et séparation, La mort a-t-elle de l'avenir ?, Paris, In Press, coll. « Psy pour tous », 2019  (ISBN 978-2-84835-547-4)
- sous dir. de Philippe Gutton et Houari Maïdi, « Le démon de midi ou le Rubicon éternel », dans Adolescents et vieux, deux âges de la liberté ?, Paris, In Press, coll. « OLD’UP », 2020.
- avec Gérard Bonnet, Christian Flavigny, Caroline Lebrun, Jacqueline Schaeffer, Amour et culpabilité, La vérité inconsciente de « a maladie d’amour », Paris, In Press, coll. « Psy pour tous », 2020.

### Préfaces et Direction d'ouvrages
- La Mettrie, Julien Offray de, L'Homme-machine, édition présentée et établie par Paul-Laurent Assoun, Paris, Denoël : Gonthier, 1981
- Paul Rée, De l'Origine des sentiments moraux, traduit de l'allemand par Michel-François Demet ; édition critique établie par Paul-Laurent Assoun, Paris, Presses universitaires de France, 1982.
- L'individu comme sujet dans l'histoire, la culture et la foi : conférences et débats, collection : Cahiers recherches-débats, 1987 (autres auteurs : David Kessler, Pierre-Jean Labarrière)
- Robert Musil, Pour une évaluation des doctrines de Mach, trad. de l'allemand par Michel-François Demet ; éd. critique établie par Paul-Laurent Assoun Paris, Presses universitaires de France, 1985.
- Harry Stroeken, En analyse avec Freud, trad. du néerlandais, préf. et postf. par Paul-Laurent Assoun, Paris, Payot, 1987.
- Gardaz, Michel, Marx et l'argent, préf. de Paul-Laurent Assoun : Paris, Economica, 1988.
- Rosenzweig, Franz, Hegel et l'État, avant-propos de Paul-Laurent Assoun ; trad. et présentation de Gérard Bensussan Paris, Presses universitaires de France, 1991.
- La Mettrie, Julien Offray de, L'homme-machine, précédé de Lire La Mettrie, par Paul-Laurent Assoun, Paris, Gallimard, 1999.
- Comele Charles, Le travail de la mélancolie du philosophe, présentation de cas et d'entretiens de patients par Paul-Laurent Assoun, Paris, Retz, 2012 (à paraître).